# Cerro Las Tetas
Cerro Las Tetas (también Las Tetas de Cayey y Las Piedras del Collado) son dos picos de montaña situados en la jurisdicción municipal de Salinas, en el Estado libre asociado de Puerto Rico, al norte de la ciudad de Salinas propiamente. A partir del 2 de septiembre de 2000, las cumbres se han convertido en parte de una Reserva Natural de Puerto Rico y están protegidas por la ley.  Su altura es de 2.759 pies (840,94 metros) sobre el nivel del mar.